# Rodolfo Clavería
Rodolfo Clavería Junoy (* 20. Oktober 1922 in Chile; † 24. März 1999) war ein chilenischer Fußballspieler. Der Mittelfeldspieler absolvierte zwei Länderspiele für Chile.

## Vereinskarriere
Rodolfo Clavería gehört zu den Spielern, die sowohl für CF Universidad de Chile als auch für CD Universidad Católica aufliefen. 1939 spielte der Mittelfeldspieler bei den Azules und von 1942 bis 1948 war Clavería bei UC.

## Nationalmannschaft
Rodolfo Clavería debütierte unter Luis Tirado für die Nationalmannschaft beim Campeonato Sudamericano 1946. Bei der Auftaktpartie gegen Uruguay wurde er für Erasmo Vera eingewechselt. Bei der 1:5-Niederlage gegen Brasilien stand Clavería in der Startelf. La Roja beendete das Turnier mit zwei Siegen und drei Niederlagen als fünfte der sechs teilnehmenden Nationen. Die beiden Turnierspiele blieben seine einzigen Länderspiele.